# Пойкілітова структура

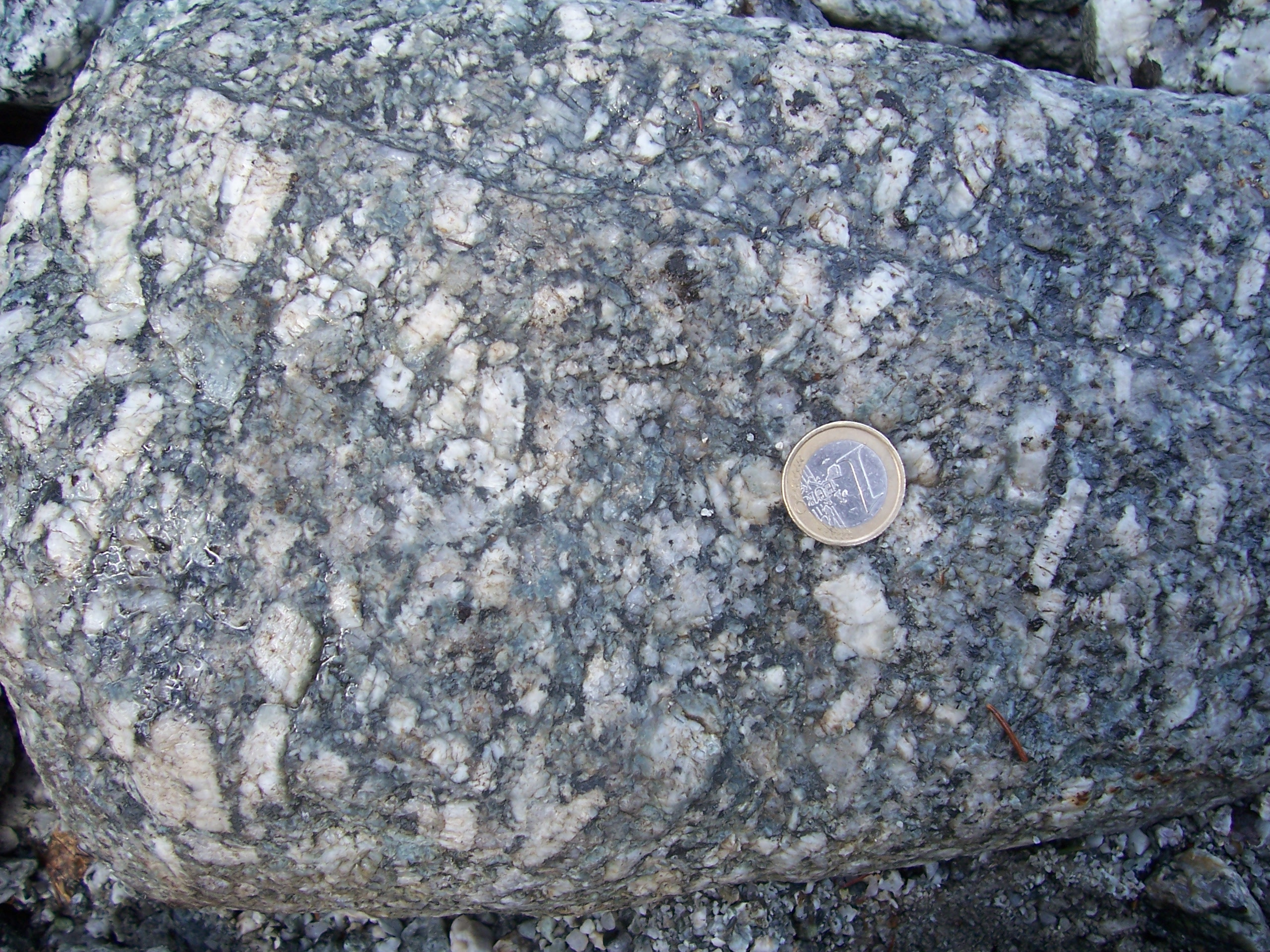
Граніт з польовошпатовими фенокристалами.

Пойкілітова структура (англ. poikilitic texture; нім. poikilitische Struktur f) — структура гірської породи, в якій великі кристали одного мінералу містять у собі хаотично розкидані численні дрібні округлі зерна або ідіоморфні кристали іншого (інших) мінералів.
Пойкілітова текстура належить до вивержених порід, де великі складові кристали містять менші кристали інших мінералів. Менші кристали, які називаються «хадакристали», а більші фенокристи називають «ойкокристали».
Пойкілітова текстура по суті описує виникнення одного мінералу, який нерівномірно розпорошений як різноспрямовано орієнтовані кристали в набагато більших господарях кристалів іншого мінералу.